# Хелмское воеводство
Хелмское воеводство (пол. województwo chełmskie) — существовавшее в Польше в период 1975—1998 годов как основные единицы административного деления страны.
Одно из 49 воеводств Польши, которые были упразднены в итоге административной реформы 1998 года. Занимало площадь 3866 км². В 1998 году насчитывало 248 800 жителей. Столицей воеводства являлся город Хелм.
В 1999 году территория воеводства отошла к Люблинскому воеводству.

## Города
Города Хелмского воеводства по числу жителей (по состоянию на 31 декабря 1998 года):
1. Хелм (70 654)
2. Красныстав (20 718)
3. Влодава (14 733)
4. Реёвец-Фабрычны (4736)

## Население
| Год       | 1975    | 1980    | 1985    | 1990    | 1995    | 1998    |
| Население | 221 500 | 230 900 | 240 800 | 247 200 | 249 900 | 248 800 |